# Johan Jozef Bonny
Johan Jozef Bonny (Ostenda, 10 luglio 1955) è un vescovo cattolico belga, dal 28 ottobre 2008 vescovo di Anversa.

## Biografia
Johan Jozef Bonny è nato a Ostenda il 10 luglio 1955 da una famiglia contadina originaria di Moere, un villaggio all'epoca comune autonomo e oggi parte del municipio di Gistel. I suoi genitori erano Gustaaf Bonny e Marie-Jeanne Lootens.

### Formazione e ministero sacerdotale
Ha frequentato la scuola elementare a Eernegem e Moere, la scuola secondaria di primo grado presso l'Onze-Lieve-Vrouwecollege di Gistel (l'odierno Sint-Godelievecollege) e quella di secondo grado presso il Sint-Janscollege di Meldert-Hoegaarden, un collegio di formazione dei Missionari degli operai. Ha compiuto gli studi per il sacerdozio presso il seminario maggiore di Bruges.
Il 20 luglio 1980 è stato ordinato presbitero per la diocesi di Bruges nella chiesa parrocchiale di San Nicola a Moere da monsignor Emiel-Jozef De Smedt. Nel 1982 ha conseguito il dottorato in teologia presso la Pontificia Università Gregoriana di Roma con una tesi su Jan van Ruusbroec. In seguito è stato professore di storia della Chiesa, ecclesiologia, ecumenismo e spiritualità presso il seminario della diocesi di Bruges, archivista del seminario, decano del Dipartimento di teologia dal 1985 al 1991 e direttore spirituale dal 1991 al 1997. È stato anche coinvolto nell'Accademia teologica della diocesi di Bruges e nella pastorale giovanile. È stato co-fondatore della comunità dell'Arca di Moerkerke. In qualità di presidente della commissione diocesana per l'ecumenismo, è stato responsabile della fratellanza ecumenica tra la diocesi di Bruges, la diocesi anglicana di Lincoln e la diocesi cattolica di Nottingham. È stato anche membro della commissione nazionale sull'ecumenismo e della sottocommissione nazionale per i rapporti tra la Chiesa cattolica e le Chiese ortodosse e membro e vice moderatore del consiglio presbiterale della diocesi di Bruges.
Il 5 giugno 1997 è entrato in servizio come officiale presso il Pontificio consiglio per la promozione dell'unità dei cristiani. Ha lavorato a stretto contatto con il cardinale Walter Kasper. Bonny era responsabile delle relazioni ecumeniche tra la Chiesa cattolica e le Chiese ortodosse, principalmente in Medio Oriente. Ha partecipato a dialoghi teologici con la Chiesa ortodossa, con le Chiese ortodosse orientali (tra cui la Chiesa ortodossa copta, la Chiesa ortodossa etiope, la Chiesa ortodossa siriaca, la Chiesa apostolica armena e la Chiesa ortodossa siriaca del Malankara) e con la Chiesa assira d'Oriente. Ha anche curato le relazioni tra il dicastero e un certo numero di comunità e movimenti, come la Comunità di Taizé e la Comunità L'Arche. Sempre nel 1997 il cardinale Godfried Danneels e i vescovi belgi lo hanno nominato rettore del Pontificio collegio belga a Roma, dove studiano sacerdoti di tutte le diocesi belghe ma anche africani e greco-ortodossi.
Il 31 ottobre 2001 ha ricevuto il titolo onorifico di cappellano di Sua Santità.

### Ministero episcopale
Il 28 ottobre 2008 papa Benedetto XVI lo ha nominato vescovo di Anversa. Ha ricevuto l'ordinazione episcopale il 4 gennaio successivo nella cattedrale di Nostra Signora ad Anversa dal cardinale Godfried Danneels, arcivescovo metropolita di Malines-Bruxelles, co-consacranti il cardinale Walter Kasper, presidente del Pontificio consiglio per la promozione dell'unità dei cristiani, il vescovo emerito di Anversa Paul Van den Berghe, il vescovo di Bruges Roger Joseph Vangheluwe e quello di Namur André-Mutien Léonard. Durante l'omelia, il cardinale Danneels ha parlato del difficile compito che lo attendeva, dopo la secolarizzazione e la carenza di sacerdoti. Ha anche esortato il nuovo vescovo a essere un pastore di speranza e sottolineato come al vescovo è stato inoltre affidato il compito di sviluppare una comunità ecclesiale in cui la Parola divina e l'Eucaristia svolgono un ruolo importante. Durante la stessa celebrazione ha preso possesso della diocesi. Come motto ha scelto l'espressione "Agnus pascet illos" che significa "L'agnello li nutrirà" ed è tratto dal versetto 7, 17 dell'Apocalisse di Giovanni.
Il 21 gennaio 2010 lo stesso pontefice lo ha nominato membro del Pontificio consiglio per la promozione dell'unità dei cristiani.
Nel maggio del 2010 ha compiuto la visita ad limina.
Monsignor Bonny ha sostenuto lo scrittore fiammingo Bart Demyttenaere per ottenere l'accesso agli ambienti vaticani. L'autore è stato così in grado di ottenere informazioni specifiche per l'ultima parte della sua trilogia ecclesiastica intitolata Peter's See.
Ha partecipato alla XIV assemblea generale ordinaria del Sinodo dei vescovi che ha avuto luogo nella Città del Vaticano dal 4 al 25 ottobre 2015 sul tema "La vocazione e la missione della famiglia nella Chiesa e nel mondo contemporaneo".
In seno alla Conferenza episcopale belga è membro del comitato episcopale "Fede e Chiesa", delegato della commissione nazionale cattolica per l'ecumenismo, delegato della consulta delle Chiese cristiane in Belgio e capo delle commissioni episcopali per l'istruzione e l'educazione religiosa, per la pastorale universitaria e collegiale, per la Katholieke Universiteit Leuven, per la pastorale della navigazione interna e per l'Apostolato del mare (Apostolatus Maris) e per i contatti con il governo fiammingo.
È anche presidente del comitato cattolico per la collaborazione con le Chiese ortodosse e le Chiese ortodosse orientali.
Il 16 giugno 2012 è stato nominato commendatore con placca dell'Ordine equestre del Santo Sepolcro di Gerusalemme.

## Opinioni
Nel settembre del 2014 ha indirizzato una lettera alla Santa Sede in cui sosteneva un atteggiamento diverso e più contemporaneo della Chiesa in relazione, tra l'altro, all'omosessualità, alla fecondazione in vitro, al divorzio e alla convivenza tra partner non coniugati. Questa controversa lettera di Bonny è giunta un mese prima che a Roma si tenesse la III assemblea generale straordinaria del Sinodo dei vescovi sul tema "Le sfide pastorali della famiglia nel contesto dell'evangelizzazione". Le sue dichiarazioni sono state dibattute nella società belga sempre più scristianizzata. In un'intervista pubblicata sul quotidiano belga De Morgen il 27 dicembre 2014, il vescovo Bonny ha chiesto il riconoscimento ecclesiastico delle relazioni omosessuali. Ha affermato che l'insegnamento ufficiale della Chiesa cattolica secondo la quale si possono riconoscere solo le relazioni impegnate tra un uomo e una donna deve cambiare. "Ci dovrebbe essere il riconoscimento di una diversità di forme. [...] Dobbiamo guardare all'interno della Chiesa per un riconoscimento formale del tipo di relazione interpersonale che è presente anche in molte coppie omosessuali. Così come ci sono una varietà di quadri giuridici per i partner nella società civile, si deve arrivare a una diversità di forme nella Chiesa. [...] I valori intrinseci sono per me più importanti della questione istituzionale. L'etica cristiana si basa su relazioni durature in cui l'esclusività, la lealtà e la cura sono centrali l'una per l'altra".
Nel gennaio del 2015 ha ricevuto un premio dall'associazione delle organizzazioni LGBT fiamminghe. Bonny, tuttavia, ha detto che il premio non era necessario.
Il 15 marzo del 2021, la Congregazione per la dottrina della fede ha pubblicato una risposta a una domanda riguardante la possibilità di benedire le unioni tra persone dello stesso sesso. Essa ha confermato che la Chiesa non poteva ordinare relazioni omosessuali o matrimoni civili e ha nuovamente etichettato l'omosessualità come "peccato". Gli omosessuali potevano essere benedetti individualmente, ma le relazioni omosessuali non potevano essere benedette e gli atti sessuali tra persone dello stesso sesso rimanevano gravemente peccaminosi. Ci sono state molte reazioni negative a questo. In Belgio, il vescovo Bonny ha preso l'iniziativa nel criticare la sentenza vaticana. Questo atteggiamento è stato ampiamente accettato negli ambienti ecclesiastici belgi, che di solito sono critici nei confronti di Roma. Dalle sue critiche si potrebbe concludere che le diocesi belghe non avrebbero seguito le indicazioni romane, anche se gli altri vescovi belgi sono rimasti più cauti e si sono limitati a un comunicato in cui sostenevano il loro confratello. All'inizio di aprile il cardinale Jozef De Kesel ha affermato che condivideva il punto di vista del vescovo Bonny. Non vi è stata risposta pubblica da parte della Sana Sede. Nonostante questa indicazione, nel settembre del 2022 i vescovi belgi di lingua fiamminga - Jozef De Kesel di Malines-Bruxelles, Johan Bonny di Anversa, Lodewijk Aerts di Bruges, Lode Van Hecke di Gand e Patrick Hoogmartens di Hasselt – hanno una pubblicato una liturgia per la benedizione delle coppie omosessuali.

## Opere
- con Adelbert Denaux e Eric Vanden Berghe, De Duinenabdij en het Grootseminarie te Brugge: bewoners, gebouwen, kunstpatrimonium, Tielt, Lannoo, 1984,  p. 341, ISBN 978-9020911909.
- Adelbert Denaux e Eric van den Berghe, De Duinenabdij (1627-1796) en het Grootseminarie te Brugge (1833-1983): bewoners, gebouwen, kunstpatrimonium, Tielt, Lannoo, 1984,  p. 341, ISBN 978-9020911909.
- Het 'ghemeyne leven' in de werken van Jan van Ruusbroec, Roma, Pontificia Universitas Gregoriana, 1988.
- con B. Janssens de Bisthoven, Nikolaas-Norbert Huyghebaert e Alain Arnould, Het Heilig Bloed te Brugge, Bruges, Jong Kristen Onthaal voor Toerisme, 1990.
- con Peter Schmidt ed Ernest Henau, De innerlijke kracht van de kerk, Lovanio, Davidsfonds, 1992,  p. 98.
- Jef Van Gerwen e Veerle Draulans, Welke kerk in de eenentwintigste eeuw? De toekomst van de Kerk in Europa: colloquiumteksten, Brugge, 26 oktober 1996, Kortrijk, KULAK, Dienst Permanente Vorming, 1996,  p. 44.
- con Joseph Alaerts, Rob Faesen, Herwig Arts, Johan Bonny e Albert Deblaere, Albert Deblaere, S.J. (1916-1994): essays on mystical literature, Lovanio, Leuven University Press, 2004,  p. 473, ISBN 978-9058674401.
- Getuige van hoop, Anversa, Halewijn, 2010,  p. 173, ISBN 978-9085281580.
- Gesprekstekst van de bisschop in het kader van de diocesane gespreksronde in het bisdom Antwerpen, najaar 2011, Anversa, Kerk onder Stroom, 2011,  p. 16.
- con Louis Van Lommel, De 3 homilieën het feest van Maria-Tenhemelopneming in de Kathedraal van Antwerpen, 14-15 augustus 2010, Anversa, Kathedraal, 2011,  p. 43.
- "Een houtskoolvuur met vis erop en brood": visietekst van en voor het bisdom Antwerpen, Anversa, Bisdom Antwerpen, 2012,  p. 69, ISBN 978-9085282570.
- con Philippe Bacq, Église et famille: ce qui pourrait changer, Namur, Salvator, 2014,  p. 117, ISBN 978-2706712289.
- De zondag vieren als geen priester beschikbaar is, Anversa, Bisdom Antwerpen, 2014,  p. 24.
- Synode over het gezin verwachtingen van een bisschop, Anversa, Halewijn, 2014,  p. 56, ISBN 978-9085283140.
- De pastorale eenheid in het Bisdom Antwerpen, Anversa, Bisdom Antwerpen, 2014,  p. 20.
- con Bacq Philippe, Église et famille Texte imprimé ce qui pourrait changer, Fidélité Salvator e impr., 2014, ISBN 978-2706712289.
- The Synod on the Family - a Bishop's expectations, in The Furrow, 1º ottobre 2014, ISSN 0016-3120 (WC · ACNP).
- con Joanna De Vos (curatore scientifico), Attilio Maranzano (illustratore) e Jan Fabre (artista), Jan Fabre: de man die het kruis draagt in de Onze-Lieve-Vrouwekathedraal van Antwerpen, Bruxelles, Mercatorfonds, 2015,  p. 87, ISBN 978-9462301085.
- Perspectives on the future of ecumenism: the 50th anniversary of Unitatis Redintegratio, in International journal for the Study of the Christian Church, 3 aprile 2015, ISSN 1474-225X (WC · ACNP).
- con Jan Fabre, Jan Fabre, 'De man die het kruis draagt' in de Onze-Lieve-Vrouwekathedraal van Antwerpen, 2015,  p. 85, ISBN 978-9462301085.
- Mag ik? Sorry, Dank je: vrijmoedige dialoog over relaties, huwelijk en gezin, Tiielt, Lannoo, 2016,  p. 246, ISBN 978-9401438254.
- Vieren op school, Anversa, Onderstroom Bisdom Antwerpen, 2017,  p. 24.
- Leerplan rooms-katholieke godsdienst voor het secundair onderwijs geactualiseerde versie, Bruxelles, Licap-Halewijn, 2018,  p. 101, ISBN 978-9461961709.
- John of Ruusbroec: Common Man — Common Love — Common Life, in Bibliotheca ephemeridum theologicarum lovaniensium, 2018, ISSN 0770-1675 (WC · ACNP).
- Herbeginnen bij Jezus Christus, Anversa, Halewijn, 2019,  p. 136, ISBN 978-9085285120.
- Querida Amazonia aan het volk van God en alle mensen van goede wil: postsynodale exhortatie van paus Franciscus, Bruxelles, Licap, 2020,  p. 68, ISBN 978-9085285724.
- Overeind komen met Petrus, Anversa, Halewijn, 2021,  p. 191, ISBN 978-9085286141.

## Genealogia episcopale
La genealogia episcopale è:
- Cardinale Scipione Rebiba
- Cardinale Giulio Antonio Santori
- Cardinale Girolamo Bernerio, O.P.
- Arcivescovo Galeazzo Sanvitale
- Cardinale Ludovico Ludovisi
- Cardinale Luigi Caetani
- Cardinale Ulderico Carpegna
- Cardinale Paluzzo Paluzzi Altieri degli Albertoni
- Papa Benedetto XIII
- Papa Benedetto XIV
- Papa Clemente XIII
- Cardinale Marcantonio Colonna
- Cardinale Giacinto Sigismondo Gerdil, B.
- Cardinale Giulio Maria della Somaglia
- Cardinale Carlo Odescalchi, S.I.
- Vescovo Eugène de Mazenod, O.M.I.
- Cardinale Joseph Hippolyte Guibert, O.M.I.
- Cardinale François-Marie-Benjamin Richard
- Cardinale Pietro Gasparri
- Cardinale Clemente Micara
- Cardinale Jozef-Ernest Van Roey
- Cardinale Léon-Joseph Suenens
- Cardinale Godfried Danneels
- Vescovo Johan Jozef Bonny